# Thomas Kessler
Thomas Kessler (Keulen, 20 januari 1986) is een Duitse profvoetballer die speelt als doelman. Hij stroomde in 2007 door vanuit de jeugd van 1. FC Köln.
Kessler verruilde in 2000 de jeugd van Grün-Weiß Brauweiler voor die van 1. FC Köln. Hier werd hij in 2007 overgeheveld naar de selectie van het eerst elftal. Hij debuteerde op 13 mei 2007 in het betaald voetbal tijdens een wedstrijd in de 2. Bundesligawedstrijd tegen Kickers Offenbach, vanwege een blessure van eerste keeper Stefan Wessels. Ook in de volgende (en laatste wedstrijd) van het seizoen tegen 1. FC Kaiserslautern stond Kessler in het doel.
Seizoen 2019/20 is het laatste voor Kessler als (reserve-)doelman. Hij zal daarna deel uitmaken van de technische staf.

## Erelijst
| Kampioen 2. Bundesliga | 2x | 2013/14 2018/19 |
|                        |    |                 |

## Weblinks
- Offical Website Thomas Kessler

1 Schwäbe ·
2 Schmied ·
3 Heintz ·
4 Hübers  ·
5 Soldo ·
6 Martel ·
7 Ljubičić ·
8 Huseinbašić ·
9 Waldschmidt ·
11 Kainz ·
12 Nickisch ·
13 Uth ·
15 Kilian ·
16 Obuz ·
17 Paçarada ·
19 Lemperle ·
20 Pentke ·
21 Tigges ·
22 Christensen ·
24 Pauli ·
25 Gazibegović ·
29 Thielmann ·
34 Harchaoui ·
35 Finkgräfe ·
37 Maina ·
42 Downs ·
43 Čuber Potočnik ·
44 Köbbing ·
47 Olesen ·
Coach: Struber